# Ilie Constantin
Ilie Constantin (* 16. Februar 1939 in Bukarest; † 5. Februar 2020) war ein rumänischer Lyriker, Essayist und Übersetzer.
Constantin studierte an der Philologischen Fakultät der Universität Bukarest. 1960 erschien sein erster Gedichtband Vântul cutreieră apele, zeitgleich mit den Debütwerken Nichita Stănescus und Cezar Baltags, die gleich ihm sowie wie Nicolae Labiș und Marin Preda der 1960er Generation (generația șaizeci) zugezählt wurden. Diese wandte sich vom staatlich geforderten „sozialistischen Realismus“ zugunsten einer modernen Literatur ab. Er arbeitete dann für verschiedene Zeitschriften, u. a. Gazeta literara, Viata Romaneasca, Luceafarul und Tribuna. Für den Gedichtband Coline cu demoni wurde er mit dem Lyrikpreis des rumänischen Schriftstellerverbandes ausgezeichnet. Neben weiteren Gedichtbänden veröffentlichte er u. a. Übersetzungen von Werken Eugenio Montales und Umberto Saba.
1973  emigrierte er und ließ sich in Paris nieder. Dort wurde er 1991 zum Doktor der Philologie promoviert. Die Societe des Gens des Lettres zeichnete ihn mit dem Grand Prix de la jeunesse aus. Seine letzten Lebensjahre verbrachte er wieder in Rumänien. Neben Gedichten verfasste er auch Kritiken zur rumänischen Literatur, eine Sammlung von Kurzgeschichten und einen Roman.

## Werke
- Vântul cutreieră apele (1960)
- Desprinderea de țărm (1964; 1995)
- Clepsidra (1966)
- Bunavestire (1968)
- Fiara, 1969
- Coline cu demoni (1971)
- Celălalt (1972)
- Neguțătorul de săbii – Le marchand de sabres (1997)
- Plata luntrașului (1998)
- Limba imperiului – La langue de l'empire (2000)